# Роми у Војводини
Роми у Војводини су велика национална мањина. Према попису становништва из 2011. године, број Рома у Војводини износио је 42.391 или 2,19% становништва аутономне области. Највише Рома живело је у општинама Нова Црња (6,83%), Беочин (6,51%) и Нови Кнежевац (5,04%). Ромски језик није званичан у Војводини, али се учи у неким школама. У школској 2014/2015. години предавао сеу 42 школе у Војводини.
Први Роми су се појавили на територији савремене Војводине за време Османског царства у 16. веку. За време турске владавине, Роми су углавном живели у градовима и радили као ковачи, градитељи и музичари. Значајан број Рома доселио се на територију Војводине у 17. и 18. веку, када су хабзбуршке власти донеле више уредби о Ромима (1761, 1767. и 1783. године). Током револуције 1848. Роми су подржавали српске побуњенике. Током Другог светског рата већи део Војводине био је подељен између Краљевине Мађарске и усташке Хрватске, док је остатак формиран као аутономна немачка колонија. Истовремено, на целој територији, Роми су, заједно са Јеврејима, били прогањани и подвргавани геноциду. То је утицало на чињеницу да су многи Роми учествовали у антифашистичкој борби против освајача.

## Удео у популацији
Према попису становништва из 2011. године Роми су у окрузима АП Војводине били заступљени на следећи начин:
| Округ            | Укупан број становника | Роми   | Проценат Рома |
| Јужнобачки       | 615.371                | 10.482 | 1,70%         |
| Јужнобанатски    | 293.730                | 8.025  | 2,73%         |
| Средњобанатски   | 187.667                | 7.267  | 3,87%         |
| Сремски          | 312.278                | 5.488  | 1,76%         |
| Севернобанатски  | 147.770                | 4.769  | 3,23%         |
| Севернобачки     | 186.906                | 3.342  | 1,79%         |
| Западнобачки     | 188.087                | 3.018  | 1,60%         |
| Војводина укупно | 1.931.809              | 42.391 | 2,19%         |